# Weinberge (Mühlberg/Elbe)

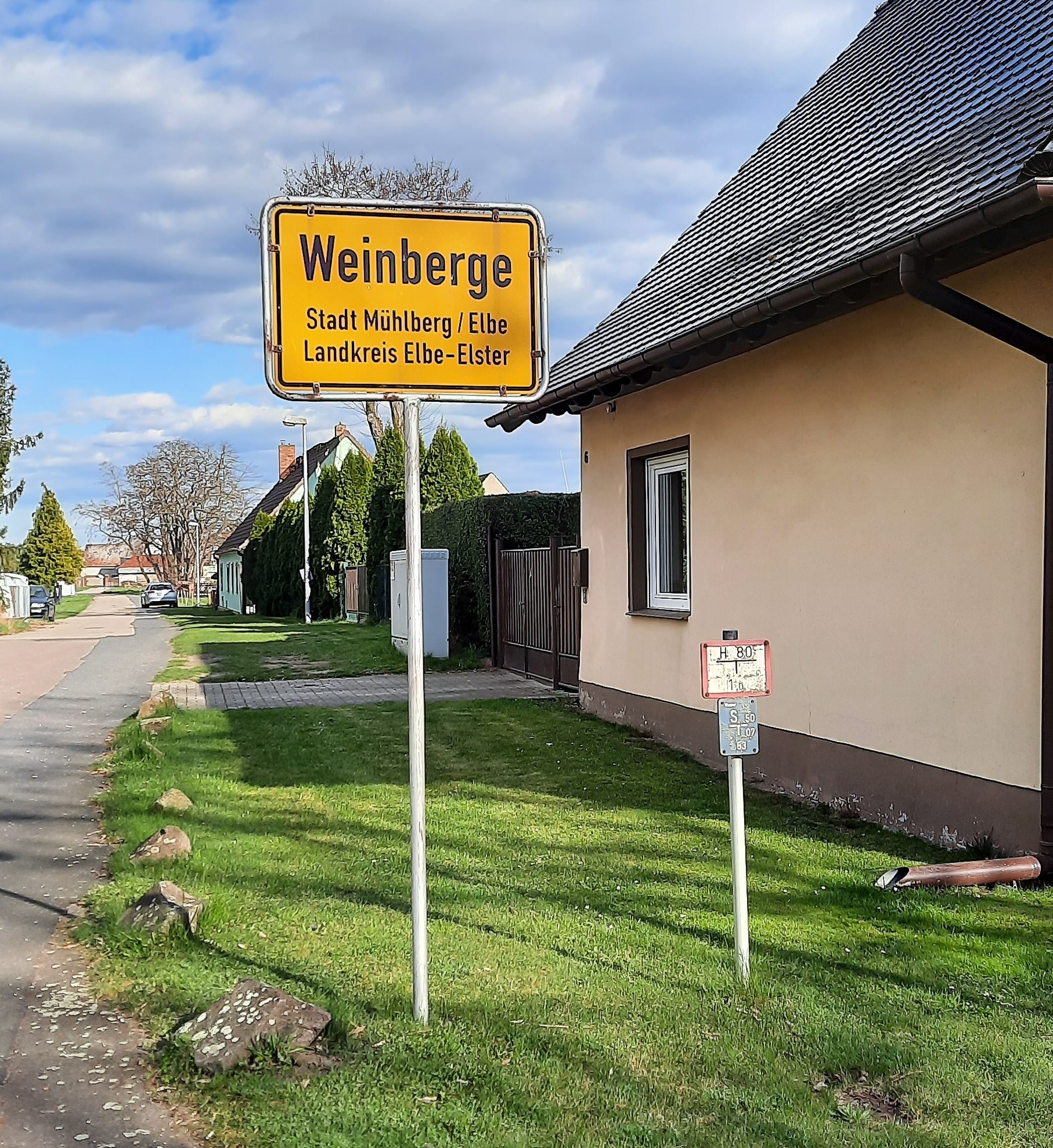
Ortseingang

Weinberge ist ein Gemeindeteil in der südbrandenburgischen Kleinstadt Mühlberg/Elbe im Landkreis Elbe-Elster. Der Ort befindet sich etwa zwei Kilometer nordöstlich des Stadtkerns an den Landesstraßen 66 und 67.

## Geschichte

Wüstung Hohenpusch (Nebelsieck 1910)

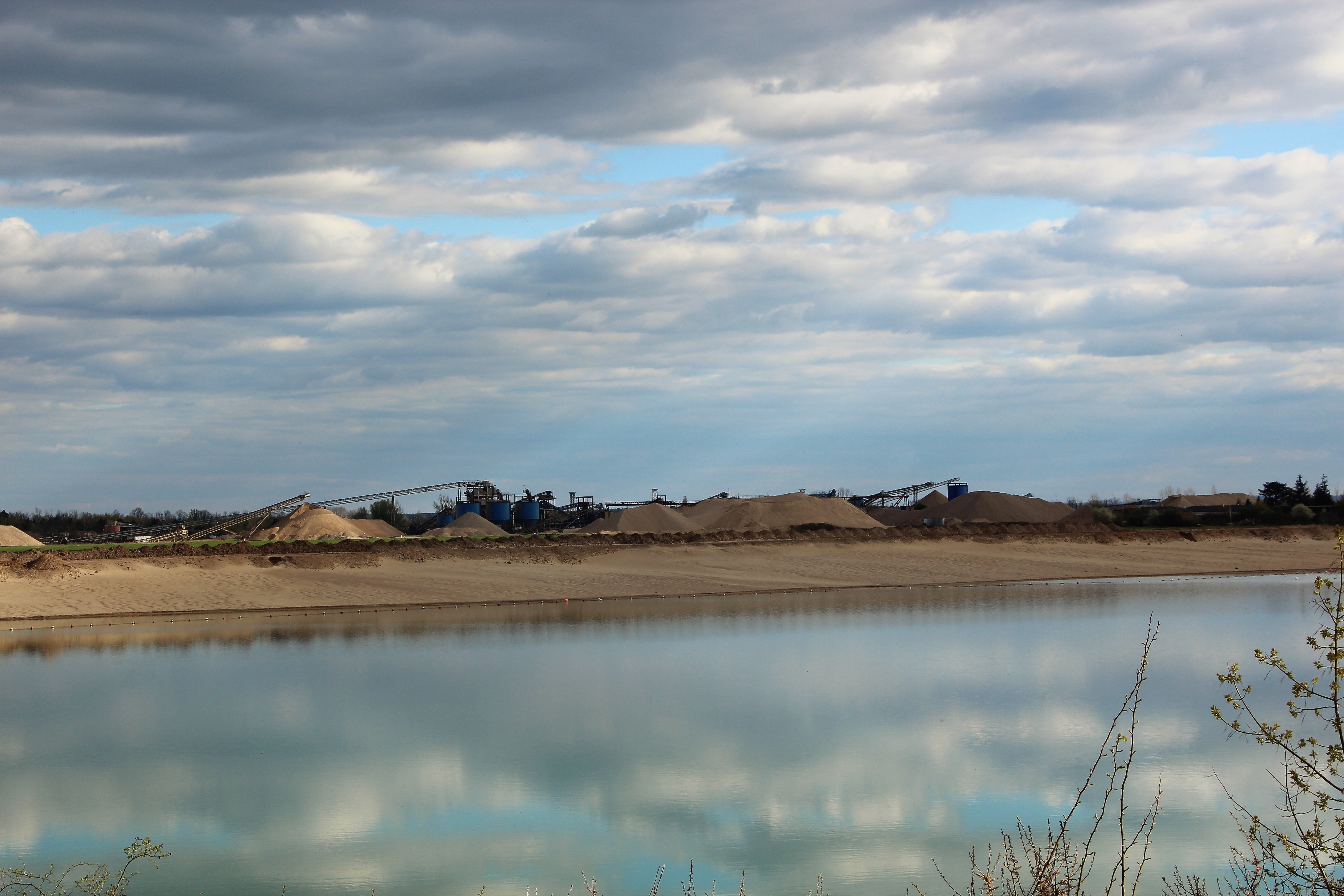
Kiesabbau bei Weinberge

### Ortsgeschichte
Das Dorf Weinberge entstand auf den nordöstlich des Mühlberger Stadtkerns gelegenen Fluren, auf welchen seit mindestens dem Ende des 16. Jahrhunderts traditionell Weinbau betrieben wurde. Carl Robert Bertram schrieb in seiner 1865 erschienenen Chronik der Stadt und des Closters Mühlberg, dass 1592 von Privatleuten Weinberge auf dem Hohenbusche angelegt worden sein sollen. Auf den Fluren Weinberges soll sich einst das Dorf Hanepusch (auch Hampusch, Hasenbusch, Hasenberg genannt) befunden haben, welches in Folge der Hussitenkriege im Jahre 1478 als wüstgefallen bezeichnet wird. Der Kleinleipischer Heimatforscher Otto Bornschein (1866–1936) schrieb in seinem 1929 in zweiter Auflage erschienenen Werk „Heimatkunde für den Kreis Liebenwerda“, dass Weinberge erst einige Zeit zuvor selbständig geworden war. Allerdings tauchen in der Literatur erste Einwohnerzahlen für Weinberge bereits für das beginnende 19. Jahrhundert auf. Im Jahre 1823 wird es als Amtsdorf bezeichnet. Nur wenige Jahre zuvor war der Ort infolge des Wiener Kongresses und der damit verbundenen Teilung Sachsens vom Königreich Sachsen an Preußen gefallen.
Im 1885 erschienen Gemeindelexikon für das Königreich Preußen wird die Fläche des Ortes mit 31 Hektar angegeben, davon 15 Hektar Ackerland und 0,2 Hektar Wiesen. Standesamtlich gehörte der Ort zu jener Zeit nach Mühlberg. Außerdem war er dem Amtsbezirk Fichtenberg zugeordnet. Unmittelbar östlich der Ortslage verlief einst ein Alt-Arm der Elbe. Die hier gelegenen Flächen wurde erst ab einer im Jahre 1824 erfolgenden Separation als Kulturland genutzt.
Mit dem Bau und der am 16. September 1909 erfolgenden Eröffnung der Kleinbahnstrecke Neuburxdorf–Mühlberg bekam Weinberge zeitweise auch einen eigenen Haltepunkt. Die inzwischen nur noch für den Güterverkehr genutzte Bahntrasse verläuft ebenfalls östlich der Ortslage von Mühlberg in Richtung Brottewitz und von dort aus nach Burxdorf und Neuburxdorf.
Am 1. April 1940 wurde Weinberge in die Stadt Mühlberg eingemeindet und ist seither Orts- bzw. Gemeindeteil von Stadt. In der Gegenwart ist das Dorf Standort einiger mittelständischer Gewerbe- und Dienstleistungsbetriebe. So betreibt hier die Agrargenossenschaft Mühlberg eine freie Kfz-Meisterwerkstatt für PKW und Nutzfahrzeuge, sowie eine Schweinemastanlage mit 4.280 Mastplätzen und eine dazugehörige Biogasanlage. Südöstlich der Ortslage werden durch die Elbekies GmbH Kiese und Sande abgebaut.

### Einwohnerentwicklung
| Jahr | Einwohner |
| ---- | --------- |
| 1823 | 079       |
| 1843 | 0118      |

| Jahr | Einwohner |
| ---- | --------- |
| 1854 | 0106      |
| 1867 | 0118      |

| Jahr | Einwohner |
| ---- | --------- |
| 1875 | 0130      |
| 1890 | 0140      |

| Jahr | Einwohner |
| ---- | --------- |
| 1905 | 0153      |
| 1910 | 0160      |

| Jahr | Einwohner |
| ---- | --------- |
| 1925 | 0163      |
| 1933 | 0168      |

| Jahr | Einwohner |
| ---- | --------- |
| 1939 | 0155      |
|      | 0         |

Gebietsstand des jeweiligen Jahres, Einwohnerzahl